# Hay Springs
Hay Springs és una població dels Estats Units a l'estat de Nebraska. Segons el cens del 2000 tenia 652 habitants.

## Demografia
Segons el cens del 2000, Hay Springs tenia 652 habitants, 283 habitatges, i 181 famílies. La densitat de població era de 662,5 habitants per km².
Dels 283 habitatges en un 25,4% hi vivien nens de menys de 18 anys, en un 53% hi vivien parelles casades, en un 7,4% dones solteres, i en un 35,7% no eren unitats familiars. En el 31,8% dels habitatges hi vivien persones soles el 18,7% de les quals corresponia a persones de 65 anys o més que vivien soles. El nombre mitjà de persones vivint en cada habitatge era de 2,29 i el nombre mitjà de persones que vivien en cada família era de 2,9.
Per edats la població es repartia de la següent manera: un 22,4% tenia menys de 18 anys, un 8,7% entre 18 i 24, un 21,5% entre 25 i 44, un 24,7% de 45 a 60 i un 22,7% 65 anys o més.
L'edat mediana era de 44 anys. Per cada 100 dones de 18 o més anys hi havia 82,7 homes.
La renda mediana per habitatge era de 30.078 $ i la renda mediana per família de 34.318 $. Els homes tenien una renda mediana de 30.000 $ mentre que les dones 21.136 $. La renda per capita de la població era de 14.376 $. Aproximadament el 10,3% de les famílies i el 12,5% de la població estaven per davall del llindar de pobresa.

## Poblacions més properes
El següent diagrama mostra les poblacions més properes.